# Parijs van A tot Z
Om een algemeen beeld van Parijs te verkrijgen staan de bekendste en belangrijkste personen en zaken vermeld.

## A
Arc de Triomphe - 
Arc de Triomphe du Carrousel -
Atelier Néerlandais - 
Arts et Métiers ParisTech

## B
Bastille - 
Begraafplaatsen van Parijs - 
Bois de Boulogne - 
Bois de Vincennes -
Boulevard Périphérique - 
Bouquinistes van Parijs

## C
Musée Carnavalet - 
Centre Pompidou - 
Palais de Chaillot - 
Champs-Élysées - 
Luchthaven Charles de Gaulle - 
Charlie Hebdo - 
Cimetière des Chiens - 
Conciergerie - 
Place de la Concorde - 
Cité des sciences et de l'industrie - 
Cité Universitaire - 
Musée de Cluny - 
Conservatoire national des arts et métiers - 
Curie-instituut

## D
La Défense - 
Disneyland Resort Paris

## E
Eiffeltoren - 
Élysée - 
Eurodisney - 
Eurovisiesongfestival 1978

## F
Fontainebleau

## G
Gare d'Orsay - 
Gare du Nord (Parijs) - 
Geschiedenis van Parijs - 
Grand Palais - 
Grand Paris Express - 
Grande Arche -
Musée Gustave Moreau

## H
Hotel de Ville - 
Les Halles - 
Hippodrome de Longchamp - 
Hôpital Sainte-Périne - Rossini - Chardon-Lagache

## I
Île de la Cité - 
Île-de-France - 
Île Saint-Louis - 
Institut du monde arabe - 
Institut Néerlandais - 
Hôtel des Invalides

## J
Jardin du Luxembourg - 
14 juli

## K
Kasteel van Versailles

## L
Jardin du Luxembourg - 
Jardins du Trocadéro - 
Palais du Luxembourg - 
Lido - 
Lijst van Parijse musea - 
Lijst van bezienswaardigheden in Parijs - 
Lijst van bruggen in Parijs - 
Lijst van burgemeesters van Parijs - 
Lijst van Parijzenaars - 
Louvre

## M
Maxim's - 
Musée Marmottan Monet - 
Metro van Parijs - 
Montparnasse - 
Tour Montparnasse - 
Montmartre - 
Mona Lisa - 
Moulin Rouge

## N
Napoleon - 
Notre-Dame van Parijs

## O
Musée de l'Orangerie - 
Luchthaven Orly - 
Musée d'Orsay

## P
Palais-Royal - 
Panthéon - 
Parc André Citroën - 
Parc des Princes - 
Parijs - 
Parijse metro - 
Parijs-Roubaix - 
Paris Saint-Germain - 
Place Charles de Gaulle - 
Place de la Bastille - 
Place de la Concorde - 
Place de la République - 
Place du Tertre - 
Place Pigalle - 
Place Vendôme - 
Musée Picasso - 
Pont Neuf

## Q
Musée du quai Branly - 
Quartier Latin

## R
Régie Autonome des Transports Parisiens - 
Musée Rodin - 
Roparun

## S
Sorbonne - 
Seine - 
Sainte Chapelle - 
Sacré-Cœur - 
Stade Roland-Garros

## T
Taalinstituut Accord - 
Tuilerieën - 
Tuilerieënpaleis

## U
Université de Paris (2019) - 
Universiteit Parijs 1 Panthéon-Sorbonne - 
Universiteit Parijs-Saclay -
Universiteit Paris-Dauphine - 
Universiteit van Parijs

## V
Verdrag van Parijs (1259) -
Vrede van Parijs (1323) -
Verdrag van Parijs (1498) -
Vrede van Parijs (1763) -
Vrede van Parijs (1783) -
Verdrag van Parijs (mei 1796) -
Verdrag van Parijs (oktober 1796) -
Verdrag van Parijs (november 1796) -
Verdrag van Parijs (1810) -
Verdrag van Parijs (1814) -
Verdrag van Parijs (1815) -
Vrede van Parijs (1856) -
Vrede van Parijs (1898) -
Verdrag van Parijs (1900) -
Vrede van Parijs (1947) -
Verdrag van Parijs (1951) -
Parijse Akkoorden -
Versailles -
Vrijheidsvlam

## W
Wapen van Parijs

## Z
Zénith